# Санон, Эмманюэль
Эмманюэ́ль Сано́н (фр. Emmanuel Sanon; 25 июня 1951, Порт-о-Пренс — 21 февраля 2008, Орландо, Флорида) — гаитянский футболист и тренер, нападающий, игрок сборной Гаити.

## Детство и юность
Эмманюэль Санон родился в Порт-о-Пренсе в семье Дарьи и Кересми Санон Форчун. Окончил местную начальную и среднюю школы имени Фабра Жеффрара в Петьонвиле. Начал свою карьеру в качестве нападающего в местном клубе под названием «Дон Боско».

## Чемпионат мира 1974
Сборная Гаити сенсационно квалифицировалась на чемпионат мира 1974 года. В первом раунде отборочного цикла к чемпионату мира сборная Гаити в плей-офф обыграла сборную Пуэрто-Рико, а позже, в основном благодаря голам «Манно», гаитяне обыграли сборные Мексики и Тринидада и Тобаго. Уже на групповом этапе чемпионата мира гаитяне по результатам жеребьёвки попали в очень сильную группу с Италией, Аргентиной и с Польшей, которая на данном чемпионате мира заняла третье место. Гаити заняла последнее место в группе с разницей забитых и пропущенных мячей −12, но оба гола забил за неё Эмманюэль Санон.
Он забил гол в ворота сборной Аргентины в последней игре группы, но, самый известный гол был им забит в ворота Италии. «Squadra Azzurra» до этого матча не пропускала в 19 встречах чемпионата мира, благодаря игре своего вратаря Дино Дзоффу, однако в начале второго тайма Санон открыл счёт в матче, но этот гол не смутил итальянцев, которые вскоре отыгрались, а сам матч выиграли со счётом 3:1. Сборная Гаити потеряла шансы выйти из группы после поражения 0:7 от Польши и 1:4 от Аргентины. Санон на том турнире был лучшим игроком сборной. С 13-ю голами в международных играх, он стал лучшим бомбардиром в истории национальной сборной Гаити, обогнав Гольмана Пьера.

## Карьера
В 1970-е годы Санон был наиболее известным в сборной команде Гаити. Достаточно сказать, что в период с 1970 по 1974 год он забил 47 из 106 голов его сборной. После чемпионата мира подписал контракт с бельгийским клубом «Жерминаль Беерсхот», где играл вплоть до 1980 года. В 1980 году переехал в США, где подписал контракт с «Майами Американс», который выступал во втором дивизионе — Американской футбольной лиге. Когда главный тренер Рон Ньюман покинул команду и 20 июня 1980 года стал главным тренером «Сан-Диего Сокерз», который выступал в первом дивизионе — Североамериканской футбольной лиге, он пригласил в команду Санона. Санон провёл три сезона с «Сан Диего Сокерз», пока он не завершил карьеру из-за травмы колена.

## Тренерская карьера
Его карьера закончилась в 1986 году, после чего он сразу занялся тренерской деятельностью, подготавливая молодых футболистов США различных футбольных команд из вузов страны. В 1999—2000 годах был тренером Гаити.

## Смерть
21 февраля 2008 года после долгой борьбы с раком поджелудочной железы Эмманюэль Санон скончался в больнице Орландо в штате Флорида, где футболист и жил. На его похоронах присутствовало 10 000 человек. Бывший клуб спортсмена, «Дон Боско», навечно изъял из обращения номер 10, который носил Санон.